# 魏初
魏 初（ぎ しょ、1226年 - 1286年）は、モンゴル帝国（大元ウルス）に仕えた漢人官僚の一人。字は大初。弘州順聖県の出身。

## 生涯
魏初はモンゴル帝国皇族のクビライに仕えた魏璠の従孫で、魏璠に子供がいなかったことからその後継者とされた人物であった。魏初は幼いころから読書を好み、『春秋』の読解などで既に名が知られていた。1260年（中統元年）に中書省が設立されると、掾史・兼掌書記に任じられたが、ほどなく老齢の祖母のため職を辞し郷里に戻った。しかし魏初の名声を知っていたクビライより改めて招かれ、国史院編修官、ついで張徳輝の推薦を得て監察御史の地位を授けられた。
ある時、クビライが上都の行宮にて宴を催していると、酒杯を飲み干せず酔い潰れた者がいたため、定められた冠服を免じたことがあった。これに対し、魏初は冠服は君臣間の尊卑の礼を表すものであって軽視すべきではないと諫言し、クビライもこれを認めて侍臣に同じことをしないよう諭したという。またこのころ、南宋平定の要衝である襄陽・樊城攻めが佳境にあり、大都路内の大興県より民の徴兵を始めることが予定されていた。しかし魏初は京師（大都）は天下の根本であって、民に負担をかけるべきではないと述べ、これをやめさせたという。その後、陝西四川按察司事、陝西河東按察副使、治書侍御史、江南行台の侍御史、江西按察使、中丞などを歴任した後、81歳にして死去した。息子には集賢侍講学士となった魏必復がいた。